# US tenniskampioenschap 1884
De 4e editie van het Amerikaanse grandslamtoernooi, het US tenniskampioenschap 1884, werd gehouden tussen 26 en 30 augustus op de Newport Casino in Newport.

## Belangrijkste uitslagen
Mannenenkelspel

Finale: Richard Sears (VS) won van Howard Taylor (VS) met 6–0, 1–6, 6–0, 6–2 
Mannendubbelspel

Finale: Richard Sears (VS) en James Dwight (VS) wonnen van Walter Van Rensselaer Berry (VS) en Alexander Van Rensselaer (VS) met 6-4, 6-1, 8-10, 6-4 
Het vrouwenenkelspel werd voor het eerst in 1887 gespeeld, het vrouwendubbelspel in 1889 en het gemengd dubbelspel in 1892.
Een toernooi voor junioren werd voor het eerst in 1973 gespeeld.
1881 · 1882 · 1883 · 1884 · 1885 · 1886 · 1887 · 1888 · 1889 · 1890 · 1891 · 1892 · 1893 · 1894 · 1895 · 1896 · 1897 · 1898 · 1899 · 1900 · 1901 · 1902 · 1903 · 1904 · 1905 · 1906 · 1907 · 1908 · 1909 · 1910 · 1911 · 1912 · 1913 · 1914 · 1915 · 1916 · 1917 · 1918 · 1919 · 1920 · 1921 · 1922 · 1923 · 1924 · 1925 · 1926 · 1927 · 1928 · 1929 · 1930 · 1931 · 1932 · 1933 · 1934 · 1935 · 1936 · 1937 · 1938 · 1939 · 1940 · 1941 · 1942 · 1943 · 1944 · 1945 · 1946 · 1947 · 1948 · 1949 · 1950 · 1951 · 1952 · 1953 · 1954 · 1955 · 1956 · 1957 · 1958 · 1959 · 1960 · 1961 · 1962 · 1963 · 1964 · 1965 · 1966 · 1967
↓ open tijdperk ↓
1968 (m-v-md-vd-gd) ·
1969 (m-v-md-vd-gd) ·
1970 (m-v-md-vd-gd) ·
1971 (m-v-md-vd-gd) ·
1972 (m-v-md-vd-gd) ·
1973 (m-v-md-vd-gd) ·
1974 (m-v-md-vd-gd) ·
1975 (m-v-md-vd-gd) ·
1976 (m-v-md-vd-gd) ·
1977 (m-v-md-vd-gd) ·
1978 (m-v-md-vd-gd) ·
1979 (m-v-md-vd-gd) ·
1980 (m-v-md-vd-gd) ·
1981 (m-v-md-vd-gd) ·
1982 (m-v-md-vd-gd) ·
1983 (m-v-md-vd-gd) ·
1984 (m-v-md-vd-gd) ·
1985 (m-v-md-vd-gd) ·
1986 (m-v-md-vd-gd) ·
1987 (m-v-md-vd-gd) ·
1988 (m-v-md-vd-gd) ·
1989 (m-v-md-vd-gd) ·
1990 (m-v-md-vd-gd) ·
1991 (m-v-md-vd-gd) ·
1992 (m-v-md-vd-gd) ·
1993 (m-v-md-vd-gd) ·
1994 (m-v-md-vd-gd) ·
1995 (m-v-md-vd-gd) ·
1996 (m-v-md-vd-gd) ·
1997 (m-v-md-vd-gd) ·
1998 (m-v-md-vd-gd) ·
1999 (m-v-md-vd-gd) ·
2000 (m-v-md-vd-gd) ·
2001 (m-v-md-vd-gd) ·
2002 (m-v-md-vd-gd) ·
2003 (m-v-md-vd-gd) ·
2004 (m-v-md-vd-gd) ·
2005 (m-v-md-vd-gd) ·
2006 (m-v-md-vd-gd) ·
2007 (m-v-md-vd-gd) ·
2008 (m-v-md-vd-gd) ·
2009 (m-v-md-vd-gd) ·
2010 (m-v-md-vd-gd) ·
2011 (m-v-md-vd-gd) ·
2012 (m-v-md-vd-gd) ·
2013 (m-v-md-vd-gd) ·
2014 (m-v-md-vd-gd) ·
2015 (m-v-md-vd-gd) ·
2016 (m-v-md-vd-gd) ·
2017 (m-v-md-vd-gd) ·
2018 (m-v-md-vd-gd) ·
2019 (m-v-md-vd-gd) ·
2020 (m-v-md-vd) ·
2021 (m-v-md-vd-gd) ·
2022 (m-v-md-vd-gd) ·
2023 (m-v-md-vd-gd)  ·
2024 (m-v-md-vd-gd)
Lijst van US Openwinnaars